# Kohîlne, Volodîmîr-Volînskîi
Kohîlne (în ucraineană Когильне) este un sat în comuna Lotnîce din raionul Volodîmîr-Volînskîi, regiunea Volînia, Ucraina.

## Demografie
Componența lingvistică a localității Kohîlne
     Ucraineană (99,1%)
     Alte limbi (0,9%)
Conform recensământului din 2001, majoritatea populației localității Kohîlne era vorbitoare de ucraineană (99,1%), existând în minoritate și vorbitori de alte limbi.